# Coppa della Sila 1930

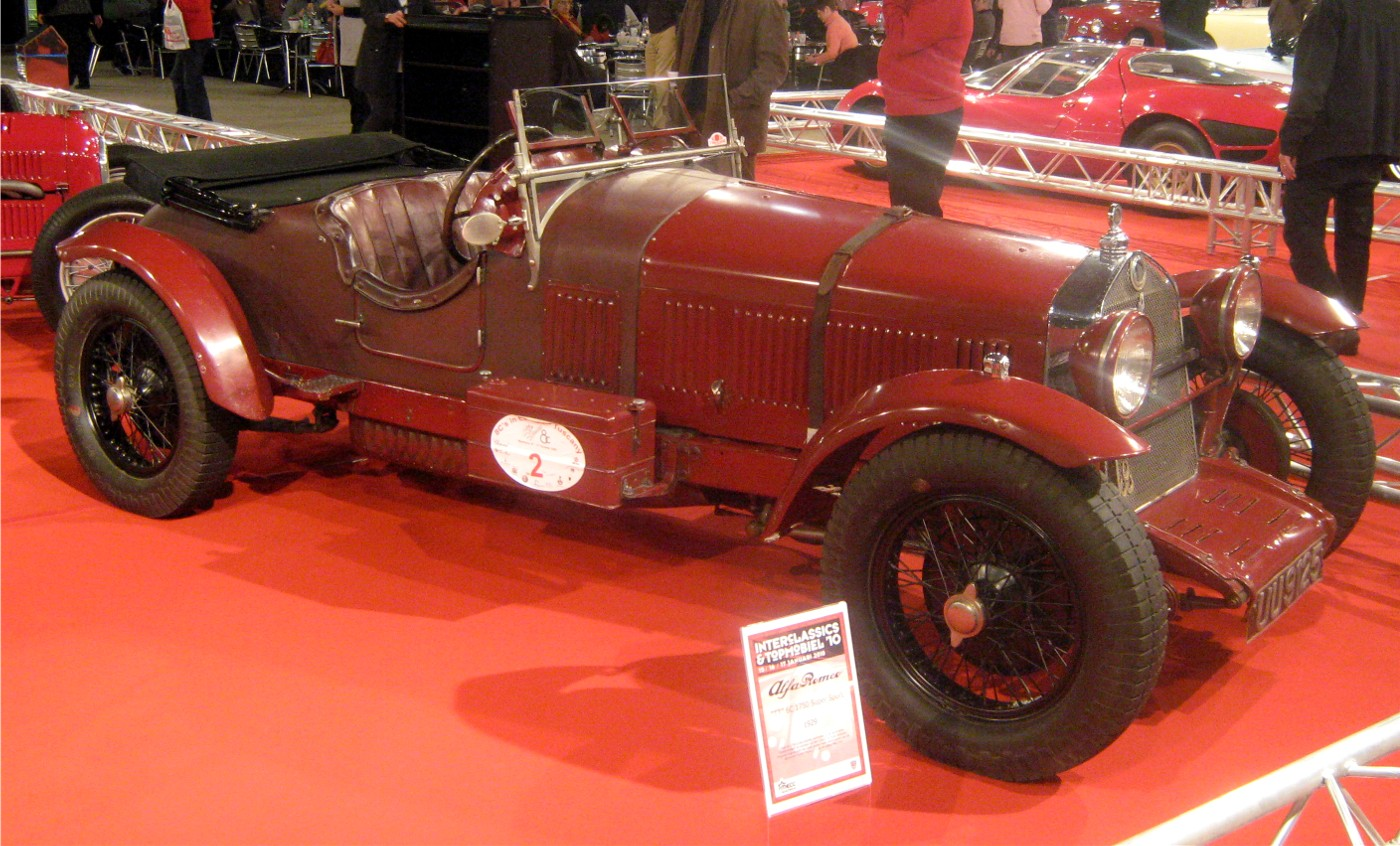
Mit einem dieser Alfa Romeo 6C 1750 fuhr Luigi Arcangeli seinen Sieg ein

Die VII. Coppa della Sila fand am 5. Oktober 1930 auf einem Rundkurs um die kalabrische Stadt Cosenza statt.

## Das Rennen
Den Namen hatte die Rennveranstaltung, die 1924 zum ersten Mal organisiert wurde, vom Gebirgsmassiv Sila in der kalabrischen Provinz Cosenza. Der Rundkurs war 144 km lang und führte von Consenza über Bergstraßen und die Orte der Hochebene zurück zum Ausgangspunkt. Die Strecke musste dreimal komplett durchfahren werden. Die Idee zu Rennen hatte der ortsansässige Chirurg Giuseppe Catalani.
1930 waren 15 Fahrzeuge am Start. Als Sieger ging Luigi Arcangeli, der einen von der Scuderia Ferrari gemeldeten Alfa Romeo 6C 1750 GS fuhr, durchs Ziel. Für die Distanz von 433, 200 km benötigte er 6:49:46,400 Stunden. Sein Vorsprung auf den Zweitplatzierten Guido d’Ippolito betrug sieben Minuten.

## Ergebnisse

### Schlussklassement
| 1               | 2.0 |  | Scuderia Ferrari | Luigi Arcangeli     | Alfa Romeo 6C 1750 GS | 3 |
| 2               | 2.0 |  |                  | Guido d’Ippolito    | Alfa Romeo 6C 1750 GS | 3 |
| 3               | 2.0 |  |                  | Archimede Rosa      | OM                    | 3 |
| 4               |     |  | XXX              | XXX                 |                       |   |
| 5               |     |  | XXX              | XXX                 |                       |   |
| 6               | 2.0 |  | Scuderia Ferrari | Guglielmo Carraroli | Alfa Romeo 6C 1750 GS |   |
| 7               |     |  | XXX              | XXX                 |                       |   |
| 8               |     |  | XXX              | XXX                 |                       |   |
| 9               |     |  | XXX              | XXX                 |                       |   |
| 10              |     |  | XXX              | XXX                 |                       |   |
| 11              |     |  | XXX              | XXX                 |                       |   |
| Nicht klassiert |     |  |                  |                     |                       |   |
| 12              |     |  | XXX              | XXX                 |                       |   |
| Ausgefallen     |     |  |                  |                     |                       |   |
| 13              |     |  | XXX              | XXX                 |                       |   |
| 14              |     |  | XXX              | XXX                 |                       |   |
| 15              |     |  | XXX              | XXX                 |                       |   |

XXX in der Tabelle steht für Teilnehmer unbekannt.

### Nur in der Meldeliste
Zu diesem Rennen sind keine weiteren Meldungen bekannt.

### Klassensieger
| Klasse | Fahrer          | Fahrzeug              | Platzierung im Gesamtklassement |
| ------ | --------------- | --------------------- | ------------------------------- |
| 2.0    | Luigi Arcangeli | Alfa Romeo 6C 1750 GS | Gesamtsieg                      |

### Renndaten
- Gemeldet: 15
- Gestartet: 15
- Gewertet: 11
- Rennklassen: 1
- Zuschauer: unbekannt
- Wetter am Renntag: unbekannt
- Streckenlänge: 144,400 km
- Fahrzeit des Siegerteams: 6:49:46,400 Stunden
- Gesamtrunden des Siegerteams: 3
- Gesamtdistanz des Siegerteams: 433,200 km
- Siegerschnitt: 63,430 km/h
- Pole Position: keine
- Schnellste Rennrunde: Guido d’Ippolito – Alfa Romeo 6C 1750 GS - 1.34.32.000 - 64,400 km/h
- Rennserie: zählte zu keiner Rennserie